# Canada aux Jeux olympiques d'hiver de 1968
Cet article contient des informations sur la participation et les résultats du Canada aux Jeux olympiques d'hiver de 1968, qui ont eu lieu à Grenoble en France. 

## Médailles
| Or                | Nancy Greene | Ski alpin         | Slalom géant femmes |                  |  |
| Argent            | Nancy Greene | Ski alpin         | Slalom femmes       |                  |  |
| Bronze            | Équipe du Canada de hockey sur glace \| Roger Bourbonnais \| \| Ted Hargreaves \| \| Morris Mott \| \| \| Ken Broderick \| \| Fran Huck \| \| Terry O'Malley \| \| \| Ray Cadieux \| \| Marshall Johnston \| \| Danny O'Shea \| \| \| Paul Conlin \| \| Barry MacKenzie \| \| Gerry Pinder \| \| \| Gary Dineen \| \| Bill MacMillan \| \| Herb Pinder \| \| \| Brian Glennie \| \| Steve Monteith \| \| Wayne Stephenson \| \| | Hockey sur glace  | Compétition hommes  |                  |  |
| Roger Bourbonnais | | Ted Hargreaves    |                     | Morris Mott      |  |
| Ken Broderick     | | Fran Huck         |                     | Terry O'Malley   |  |
| Ray Cadieux       | | Marshall Johnston |                     | Danny O'Shea     |  |
| Paul Conlin       | | Barry MacKenzie   |                     | Gerry Pinder     |  |
| Gary Dineen       | | Bill MacMillan    |                     | Herb Pinder      |  |
| Brian Glennie     | | Steve Monteith    |                     | Wayne Stephenson |  |

## Résultats

### Biathlon
| Épreuve | Athlète       | Temps             | Pénalités | Temps ajusté 1    | Rang |
| ------- | ------------- | ----------------- | --------- | ----------------- | ---- |
| 20 km   | George Rattai | 1 h 24 min 03 s 0 | 11        | 1 h 35 min 03 s 0 | 54   |
| 20 km   | James Boyde   | 1 h 27 min 02 s 0 | 8         | 1 h 35 min 02 s 0 | 53   |
| 20 km   | George Ede    | 1 h 26 min 41 s 8 | 8         | 1 h 34 min 41 s 8 | 51   |
| 20 km   | Esko Karu     | 1 h 21 min 42 s 9 | 11        | 1 h 32 min 42 s 9 | 46   |

| Athlètes                                          | Manche    | Manche             | Manche |
| Athlètes                                          | Manqués 2 | Temps              | Rang   |
| ------------------------------------------------- | --------- | ------------------ | ------ |
| George Ede Knowles McGill George Rattai Esko Karu | –         | N'ont pas terminés | –      |

### Bobsleigh
| Traîneau | Athlètes                    | Épreuve    | Manche 1      | Manche 1 | Manche 2      | Manche 2 | Manche 3      | Manche 3 | Manche 4      | Manche 4 | Total         | Total |
| Traîneau | Athlètes                    | Épreuve    | Temps         | Rang     | Temps         | Rang     | Temps         | Rang     | Temps         | Rang     | Temps         | Rang  |
| -------- | --------------------------- | ---------- | ------------- | -------- | ------------- | -------- | ------------- | -------- | ------------- | -------- | ------------- | ----- |
| CAN-1    | Purvis McDougall Bob Storey | Bob à deux | 1 min 13 s 89 | 20       | 1 min 12 s 80 | 17       | 1 min 13 s 68 | 18       | 1 min 13 s 73 | 19       | 4 min 54 s 10 | 19    |
| CAN-2    | Hans Gehrig Harry Goetschi  | Bob à deux | Disqualifié   | –        | –             | –        | –             | –        | –             | –        | Disqualifié   | –     |

| Traîneau | Athlètes                                                | Épreuve      | Manche 1      | Manche 1 | Manche 2      | Manche 2 | Total         | Total |
| Traîneau | Athlètes                                                | Épreuve      | Temps         | Rang     | Temps         | Rang     | Temps         | Rang  |
| -------- | ------------------------------------------------------- | ------------ | ------------- | -------- | ------------- | -------- | ------------- | ----- |
| CAN-1    | Purvis McDougall Bob Storey Michael Young Andrew Faulds | Bob à quatre | 1 min 12 s 61 | 17       | 1 min 10 s 21 | 17       | 2 min 22 s 82 | 17    |

### Hockey sur glace

#### Tour principal
| \| Rang \| Équipe \| PJ \| V \| D \| N \| BP \| BC \| Pts \| \| ---- \| -------------------- \| -- \| - \| - \| - \| -- \| -- \| --- \| \| 1 \| Union soviétique \| 7 \| 6 \| 1 \| 0 \| 48 \| 10 \| 12 \| \| 2 \| Tchécoslovaquie \| 7 \| 5 \| 1 \| 1 \| 33 \| 17 \| 11 \| \| 3 \| Canada \| 7 \| 5 \| 2 \| 0 \| 28 \| 15 \| 10 \| \| 4 \| Suède \| 7 \| 4 \| 2 \| 1 \| 23 \| 18 \| 9 \| \| 5 \| Finlande \| 7 \| 3 \| 3 \| 1 \| 17 \| 23 \| 7 \| \| 6 \| États-Unis \| 7 \| 2 \| 4 \| 1 \| 23 \| 28 \| 5 \| \| 7 \| Allemagne de l'Ouest \| 7 \| 1 \| 6 \| 0 \| 13 \| 39 \| 2 \| \| 8 \| Allemagne de l'Est \| 7 \| 0 \| 7 \| 0 \| 13 \| 48 \| 0 \| | Canada – Allemagne de l'Ouest 6-1 (0-0, 4-1, 2-0) Buteurs: Bourbonnais 2, Cadieux, Dinnen, Mott, Huck – Kopf. Arbitres: Seglin, Snětkov (URSS) Canada – Finlande 2-5 (1:2, 0-1, 1-2) Buteurs: O’Shea, McMillan – Keinonen, Oksanen, J. Peltonen, Koskela, Wahlsten. Arbitres: Trumble (USA), Seglin (URSS) Canada – Allemagne de l'Est 11-0 (4-0, 4-0, 3-0) Buteurs: Mott 4, Huck 2, Hargreaves, O’Shea, Bourbonnais, Monteith, H. Pinder. Arbitres: Trumble (USA), Sillankorva (Finlande) Canada – USA 3-2 (1-2, 0-0, 2-0) Buteurs: Cadieux 2, Johnston – Pleau, Riutta. Arbitres: Snětkov, Seglin (URSS) Tchécoslovaquie – Canada 2-3 (0-0, 0-3, 2-0) Buteurs: Havel, Nedomanský – Huck, Bourbonnais, Cadieux. Arbitres: Trumble (USA), Sillankorva (Finlande) Suède – Canada 0-3 (0-2, 0-0, 0-1) Buteurs: Johnston, G. Pinder, O‘Shea. Arbitres: Sillankorva (Finlande), Kořínek (Tchécoslovaquie) URSS – Canada 5-0 (1-0, 1-0, 3-0) Buteurs: Firsov 2, Mišakov, Staršinov, Zimin. Arbitres: Trumble (USA), Dahlberg (Suède) |    |   |   |   |    |    |     |
| Rang | Équipe | PJ | V | D | N | BP | BC | Pts |
| 1 | Union soviétique | 7  | 6 | 1 | 0 | 48 | 10 | 12  |
| 2 | Tchécoslovaquie | 7  | 5 | 1 | 1 | 33 | 17 | 11  |
| 3 | Canada | 7  | 5 | 2 | 0 | 28 | 15 | 10  |
| 4 | Suède | 7  | 4 | 2 | 1 | 23 | 18 | 9   |
| 5 | Finlande | 7  | 3 | 3 | 1 | 17 | 23 | 7   |
| 6 | États-Unis | 7  | 2 | 4 | 1 | 23 | 28 | 5   |
| 7 | Allemagne de l'Ouest | 7  | 1 | 6 | 0 | 13 | 39 | 2   |
| 8 | Allemagne de l'Est | 7  | 0 | 7 | 0 | 13 | 48 | 0   |

| Rang | Équipe            | PJ | B | A | Pts |
| ---- | ----------------- | -- | - | - | --- |
| 6e   | Fran Huck         | 7  | 4 | 5 | 9   |
| 8e   | Marshall Johnston | 7  | 2 | 6 | 8   |

| Meilleur gardien de but | Ken Broderick |

#### Effectif
CANADA

Gardiens de but: Ken Broderick, Wayne Stephenson.

Défenseurs: Marshall Johnston, Terry O'Malley, Barry MacKenzie, Brian Glennie, Paul Conlin.

Attaquants: Fran Huck, Morris Mott, Ray Cadieux,  Roger Bourbonnais, Danny O'Shea, Bill MacMillan, Gary Dineen, Ted Hargreaves, Herb Pinder, Steve Monteith, Gerry Pinder.

Entraîneur: Jackie McLeod.

### Luge
| Athlète         | Manche 1      | Manche 1 | Manche 2      | Manche 2 | Manche 3      | Manche 3 | Total         | Total |
| Athlète         | Temps         | Rang     | Temps         | Rang     | Temps         | Rang     | Temps         | Rang  |
| --------------- | ------------- | -------- | ------------- | -------- | ------------- | -------- | ------------- | ----- |
| D'Arcy Coulson  | 1 min 02 s 69 | 39       | 1 min 31 s 24 | 47       | 1 min 02 s 19 | 42       | 3 min 36 s 12 | 47    |
| Colin Nelson    | 1 min 01 s 13 | 37       | 1 min 01 s 90 | 38       | 1 min 01 s 53 | 38       | 3 min 04 s 56 | 37    |
| Roger Eddy      | 1 min 00 s 69 | 33       | 1 min 00 s 30 | 30       | 1 min 00 s 40 | 32       | 3 min 01 s 39 | 31    |
| Larry Arbuthnot | 1 min 00 s 10 | 30       | 1 min 00 s 92 | 33       | 1 min 01 s 99 | 41       | 3 min 03 s 01 | 33    |

| Athlète                  | Manche 1    | Manche 1 | Manche 2 | Manche 2 | Manche 3 | Manche 3 | Total         | Total |
| Athlète                  | Temps       | Rang     | Temps    | Rang     | Temps    | Rang     | Temps         | Rang  |
| ------------------------ | ----------- | -------- | -------- | -------- | -------- | -------- | ------------- | ----- |
| Phyllis Walter           | Disqualifié | –        | –        | –        | –        | –        | Disqualifié   | –     |
| Martha Diplock           | 51 s 94     | 19       | 51 s 51  | 18       | 52 s 03  | 16       | 2 min 35 s 48 | 18    |
| Linda Crutchfield-Bocock | 50 s 64     | 13       | 50 s 54  | 13       | 51 s 28  | 11       | 2 min 32 s 46 | 12    |

### Patinage artistique
| Athlète           | FI | PL | Points | Places | Rang |
| ----------------- | -- | -- | ------ | ------ | ---- |
| Steve Hutchinson  | 22 | 21 | 1578,3 | 193    | 22   |
| David McGillivray | 21 | 9  | 1663,7 | 139    | 16   |
| Jay Humphry       | 9  | 6  | 1795,0 | 63     | 7    |

| Athlète          | FI | PL              | Points | Places | Rang            |
| ---------------- | -- | --------------- | ------ | ------ | --------------- |
| Lyndai Cowan     | 23 | N'a pas terminé | –      | –      | N'a pas terminé |
| Linda Carbonetto | 24 | 9               | 1662,9 | 111    | 13              |
| Karen Magnussen  | 10 | 4               | 1759,4 | 63     | 7               |

| Athlètes                         | PC | PL | Points | Places | Rang |
| -------------------------------- | -- | -- | ------ | ------ | ---- |
| Betty McKilligan John McKilligan | 17 | 17 | 254,8  | 154    | 17   |
| Anna Forder Richard Stephens     | 16 | 16 | 269,2  | 138    | 16   |

### Patinage de vitesse
| Épreuve  | Athlète         | Course        | Course |
| Épreuve  | Athlète         | Temps         | Rang   |
| -------- | --------------- | ------------- | ------ |
| 500 m    | Bob Hodges      | 43 s 3        | 41     |
| 500 m    | Pete Williamson | 42 s 6        | 33     |
| 500 m    | Bob Boucher     | 42 s 0        | 25     |
| 1 500 m  | Pete Williamson | 2 min 16 s 0  | 46     |
| 1 500 m  | Bob Hodges      | 2 min 12 s 0  | 26     |
| 5 000 m  | Bob Hodges      | 8 min 05 s 0  | 29     |
| 5 000 m  | Paul Enock      | 7 min 54 s 8  | 19     |
| 10 000 m | Bob Hodges      | 17 min 01 s 9 | 23     |
| 10 000 m | Paul Enock      | 16 min 21 s 2 | 15     |

| Épreuve | Athlète          | Course       | Course |
| Épreuve | Athlète          | Temps        | Rang   |
| ------- | ---------------- | ------------ | ------ |
| 500 m   | Doreen McCannell | 49 s 0       | 24     |
| 500 m   | Marcia Parsons   | 48 s 8       | 23     |
| 500 m   | Wendy Thompson   | 48 s 2       | 19     |
| 1000 m  | Wendy Thompson   | 1 min 41 s 1 | 27     |
| 1000 m  | Marcia Parsons   | 1 min 37 s 7 | 21     |
| 1000 m  | Doreen McCannell | 1 min 37 s 6 | 20     |
| 1 500 m | Marcia Parsons   | 2 min 34 s 4 | 24     |
| 1 500 m | Doreen McCannell | 2 min 32 s 2 | 21     |
| 3 000 m | Marcia Parsons   | 5 min 29 s 5 | 22     |
| 3 000 m | Doreen McCannell | 5 min 21 s 5 | 18     |

### Saut à ski
| Athlète       | Épreuve         | Saut 1   | Saut 1 | Saut 2   | Saut 2 | Total  | Total |
| Athlète       | Épreuve         | Distance | Points | Distance | Points | Points | Rang  |
| ------------- | --------------- | -------- | ------ | -------- | ------ | ------ | ----- |
| Claude Trahan | Tremplin normal | 61,5 m   | 74,2   | 56,0 m   | 56,4   | 130,6  | 57    |
| Ulf Kvendbo   | Tremplin normal | 61,5 m   | 75,2   | 63,0 m   | 78,1   | 153,3  | 53    |
| John McInnes  | Tremplin normal | 61,5 m   | 75,7   | 60,5 m   | 72,6   | 148,3  | 55    |
| Claude Trahan | Grand tremplin  | 64,0 m   | 40,0   | 69,0 m   | 51,0   | 91,0   | 58    |
| John McInnes  | Grand tremplin  | 71,5 m   | 58,5   | 73,5 m   | 61,8   | 120,3  | 57    |
| Ulf Kvendbo   | Grand tremplin  | 76,5 m   | 69,5   | 77,0 m   | 69,2   | 138,7  | 55    |

### Ski alpin

#### Hommes
| Athlète         | Épreuve      | Manche 1      | Manche 1 | Manche 2        | Manche 2 | Total           | Total |
| Athlète         | Épreuve      | Temps         | Rang     | Temps           | Rang     | Temps           | Rang  |
| --------------- | ------------ | ------------- | -------- | --------------- | -------- | --------------- | ----- |
| Peter Duncan    | Descente     |               |          |                 |          | Disqualifié     | –     |
| Rod Hebron      | Descente     |               |          |                 |          | N'a pas terminé | –     |
| Gerry Rinaldi   | Descente     |               |          |                 |          | 2 min 06 s 30   | 31    |
| Wayne Henderson | Descente     |               |          |                 |          | 2 min 05 s 56   | 27    |
| Keith Shepherd  | Slalom géant | Disqualifié   | –        | –               | –        | Disqualifié     | –     |
| Scott Henderson | Slalom géant | 1 min 47 s 85 | 25       | 1 min 50 s 65   | 19       | 3 min 38 s 50   | 21    |
| Rod Hebron      | Slalom géant | 1 min 47 s 07 | 19       | N'a pas terminé | –        | N'a pas terminé | –     |
| Peter Duncan    | Slalom géant | 1 min 47 s 06 | 18       | 1 min 51 s 11   | 26       | 3 min 38 s 17   | 18    |

#### Slalom hommes
| Athlète         | Manche 1    | Manche 1   | Manche 2 | Manche 2   | Finale          | Finale       | Finale         | Finale       | Finale          | Finale       |
| Athlète         | Temps       | Rang       | Temps    | Rang       | Temps Manche 1  | Rang         | Temps Manche 2 | Rang         | Total           | Rang         |
| --------------- | ----------- | ---------- | -------- | ---------- | --------------- | ------------ | -------------- | ------------ | --------------- | ------------ |
| Scott Henderson | Disqualifié | –          | 56 s 71  | 3          | Non qualifié    | Non qualifié | Non qualifié   | Non qualifié | Non qualifié    | Non qualifié |
| Peter Duncan    | 54 s 57     | 3          | 55 s 07  | 2          | Non qualifié    | Non qualifié | Non qualifié   | Non qualifié | Non qualifié    | Non qualifié |
| Robert Swan     | 53 s 50     | 2 Qualifié | –        | –          | 53 s 75         | 34           | Disqualifié    | –            | Disqualifié     | –            |
| Rod Hebron      | 56 s 12     | 4          | 54 s 52  | 1 Qualifié | N'a pas terminé | –            | –              | –            | N'a pas terminé | –            |

#### Femmes
| Athlète        | Épreuve      | Manche 1        | Manche 1 | Manche 2 | Manche 2 | Total           | Total |
| Athlète        | Épreuve      | Temps           | Rang     | Temps    | Rang     | Temps           | Rang  |
| -------------- | ------------ | --------------- | -------- | -------- | -------- | --------------- | ----- |
| Betsy Clifford | Descente     |                 |          |          |          | 1 min 47 s 60   | 23    |
| Karen Dokka    | Descente     |                 |          |          |          | 1 min 47 s 55   | 22    |
| Judi Leinweber | Descente     |                 |          |          |          | 1 min 45 s 60   | 20    |
| Nancy Greene   | Descente     |                 |          |          |          | 1 min 43 s 12   | 10    |
| Betsy Clifford | Slalom géant |                 |          |          |          | Disqualifié     | –     |
| Judi Leinweber | Slalom géant |                 |          |          |          | 2 min 00 s 57   | 25    |
| Karen Dokka    | Slalom géant |                 |          |          |          | 1 min 58 s 36   | 16    |
| Nancy Greene   | Slalom géant |                 |          |          |          | 1 min 51 s 97   | 1     |
| Betsy Clifford | Slalom       | N'a pas terminé | –        | –        | –        | N'a pas terminé | –     |
| Judi Leinweber | Slalom       | Disqualifié     | –        | –        | –        | Disqualifié     | –     |
| Karen Dokka    | Slalom       | 44 s 92         | 20       | 49 s 59  | 15       | 1 min 34 s 51   | 15    |
| Nancy Greene   | Slalom       | 41 s 45         | 3        | 44 s 70  | 1        | 1 min 26 s 15   | 2     |

### Ski de fond
| Épreuve | Athlète        | Course            | Course |
| Épreuve | Athlète        | Temps             | Rang   |
| ------- | -------------- | ----------------- | ------ |
| 15 km   | Rolf Pettersen | 58 min 31 s 8     | 63     |
| 15 km   | David Rees     | 58 min 25 s 9     | 61     |
| 15 km   | Nils Skulbru   | 55 min 53 s 4     | 56     |
| 30 km   | Rolf Pettersen | 1 h 55 min 37 s 2 | 61     |
| 30 km   | David Rees     | 1 h 52 min 46 s 6 | 58     |
| 30 km   | Nils Skulbru   | 1 h 50 min 06 s 1 | 52     |
| 50 km   | David Rees     | 2 h 56 min 00 s 5 | 46     |

| Athlètes                                         | Course            | Course |
| Athlètes                                         | Temps             | Rang   |
| ------------------------------------------------ | ----------------- | ------ |
| Nils Skulbru Rolf Pettersen Esko Karu David Rees | 2 h 29 min 12 s 7 | 14     |

## Référence
- (en) Cet article est partiellement ou en totalité issu de l’article de Wikipédia en anglais intitulé « Canada at the 1968 Winter Olympics » (voir la liste des auteurs).